# Le Chevalier au papegau
Le Chevalier au papegau est un récit médiéval anonyme daté de la fin du XIVe siècle ou du début du XVe. 
C'est un roman tardif de la légende arthurienne rédigé en prose et en moyen français. Il relate les aventures du roi Arthur, représenté sous les traits d'un chevalier errant, armé de sa fameuse épée Excalibur, mais dénommée dans ce récit « Chastiefol ».
Arthur Pendragon est accompagné durant son périple, par un compagnon ailé, un papegau, sorte de perroquet, animal exotique, très prisé par les riches seigneurs à l'époque médiévale en raison de sa rareté et de ses qualités, esthétique, linguistique et de fidélité. Ce papegau ou papegai tient le rôle de ménestrel à ses côtés. Le papegau chante les prouesses de son maître.
Le roman commence le jour de la Pentecôte quand Arthur est couronné dans la cité de Camelot. Le récit s'achève avec la mort du héros légendaire. C'est un roman courtois entre le chevalier au papegau et une dame aux cheveux blonds. Le papegau étant le témoin privilégié de cette relation courtoise et vantant les mérites de son maître et les qualités de la damoiselle.
Le thème du perroquet servant d'intermédiaire entre le chevalier et la dame est sans doute emprunté à Las novas del papagay, poème du troubadour occitan Arnaut de Carcasses.
Le Chevalier au Papegau est le seul roman arthurien dont le héros soit le roi Arthur Pendragon lui-même.
On doit la première édition du Chevalier au papegau, au romaniste allemand Ferdinand Heuckenkamp, en 1896, édition publiée à Halle en Allemagne.

## Extraits
La rencontre avec le papegau
Le papegaulx approucha le roy, il commença à dire si doulcement toutes le choses qui sont avenues du temps de Merlin, jusques à celle heure, que le roy et tous les aultres se merveillent moult de ce qu'il disoit. Puis il dist au roy : "Sire, pour quoy ne me prenez vous ? Je suis vostre par raison, car vous estez le meilleur chevalier du monde, et le mieulx apris, et avez avès vous la plus belle dame que l'en sache nulle part, mais vous ne sçavez pas son nom". "Sire, se dit la dame sans orgueil, je suis seur Morgaine, la fée de Montgibel". Moult grant joye ot le roy de ce qu'il oyt dire le papegau et de ce que luy dist la dame".
Le papegau et les sentiments amoureux d'Arthur
"Ensi s'en va chevauchant, le chevalier au papegau et sa damoiselle, joyant merveilleusement de leur aventure qui leur est avenue; et regarda moult souvent la damoiselle qui estoit belle et blanche et colorée com  est la rose au moys de may, et chevauchent prez l'un de l'autre, parlant de ce qu'ilz vouloyent et de ce qu'il leur plaist. Mais quant le papegaulx apperceut les regards que l'un faisoit à l'autre, il ne se pot taire qu'il ne dist : "Vous seriés, dist-il, entre vous deux la plus belle compaignie du monde; car vous estes, sire, le plus bel chevalier et le meilleur qu'il conveingne, querre en nulle contrée, et elle est si belle  et si courtoise et si bien enseignée, que l'en n'y pourroit rien amender, si estes tous deux d'un eage et si elle est bien de hault parage"."
Le papegau présente la belle damoiselle au roi Arthur
"Papegau, dist la pucelle, comment sces tu que je suis ? Et papegau respondi, Damoiselle, ne vous menbre, quant vous fustes a la court la roÿne Nostre Dame pour l'enseigne du Chastel d'Amours? Des ycelle heure, damoiselle, je premier nommer, vostre nom et vostre lignage, et vous ay tousjours eu depuis en m'amour et avray tant com je vivray pour la grant beauté qui est en vous et pour vostre courtoys nom. Et lors c'est tournée vers le roy : Sire, voulés vous entendre le plus courtoys nom de damoiselle qui soit au monde ? Oÿ, voulentiers, ce dist le roy. Cette damoiselle qui si est, se dit le papegau, a nom en son droit la Belle sans Villenie, et sachiés, qu'elle est gentilz contesse et de grant parage, moult riche d'avoir et d'onneur."
L'attachement d'Arthur pour son papegau
"Quant le papegau fut près de son seigneur, il le fit venir encontre luy, il commença une mélodie si très douce, qu'il ne fu nul en la place, qui ne s'arratast pour la doulceur du champ. Et le papegau mesmes, en a tel leesse et tel doulceur que, quant il ot chanté son champ, il se laissa cheoir envers sa cage, et cuida chacun qu'il fust mors, quant son seigneur vint à luy, qui lui dist : "Ha, beau papegau, je vous prie, se il puet estre, que vous me laissiés si tost !". Et si tost comme le papegau l'oÿ parler, il se leva sus, et commença à chanter trop liëment. Et lors se mirent en chemin et chevauchèrent tous a grant joye et grant leesse."   